# 小行星110289
小行星110289（110289 Dufu）是一颗绕太阳运转的小行星，为主小行星带小行星。该小行星于2001年9月发现。
該小行星以中國唐朝詩人杜甫命名。

## 轨道参数
小行星110289的轨道半长轴为477 660 189 km（3.1929157 UA），离心率为0.142。